# Verklista för Béla Bartók
Verklista för den ungerske tonsättaren Béla Bartók. 
Både numreringen av András Szöllősy (Sz) och den senare av László Somfai (BB) finns med. Om verken inte har Sz-nummer har istället Denijs Dilles numrering (DD) medtagits.

## Scenisk musik
- Riddar Blåskäggs borg (1911, reviderad 1912 och 1917) op.11, Sz 48, BB 62, opera
- Träprinsen (1914-16) op.13, Sz 60, BB 74, balett
- Den sällsamme Mandarinen (Mirakulösa Mandarinen) (1918, 1919 fullbordad 1926) op.19, Sz 73, BB 82, balett-pantomim

## Orkestermusik
- Scherzo i C-dur ur Symfoni i Ess-dur DD 68, BB 25
- Svit nr 1 för stor orkester (1905) op.3, Sz 31, BB 39
- Svit nr 2 för liten orkester (1905–07 reviderad 1943) op.4, Sz 34, BB 40
- Två porträtt (1907, 1908) op.5, Sz 37, BB 48b
- Två bilder (1910) op.10, Sz 46, BB 59
- Rumänsk dans Sz 47a, BB 61
- Fyra stycken (1912) op.12, Sz 51, BB 64
- Svit Träprinsen op.13, Sz 60, BB 74
- Rumänska folkdanser för liten orkester (1917) Sz 68, BB 76
- Svit Den mirakulösa mandarinen op.19, Sz 73, BB 82
- Kossuth, symfonisk dikt Sz 75a, BB 31
- Danssvit (Táncszvit) (1923) Sz 77, BB 86
- Transsylvanska danser Sz 96, BB 102b
- Ungerska bilder (1931) Sz 97, BB 103
- Ungerska folksånger Sz 100, BB 107
- Musik för stråkar, slagverk och celesta (1936) Sz 106, BB 114
- Divertimento (1939) Sz 113, BB 118
- Konsert för orkester (1942–43, reviderad 1945) Sz 116, BB 123

## Konsertant musik
- Piano
  - Rapsodi för piano och orkester op.1, Sz 27, BB 36b
  - Scherzo Burlesque för piano och orkester op.2, Sz 28, BB 35
  - Pianokonsert nr 1 (1926) Sz 83, BB 91
  - Pianokonsert nr 2 (1932) Sz 95, BB 101
  - Pianokonsert nr 3 (1945) Sz 119, BB 127
- Violin
  - Violinkonsert nr 1 (1907–08, 1st pub 1956) op.posth., Sz 36, BB 48a
  - Rapsodi Folkdanser för violin och orkester nr 1 (1928–29) Sz 87, BB 94
  - Rapsodi Folkdanser för violin och orkester nr 2 (1928, rev. 1935) Sz 90, BB 96
  - Violinkonsert nr 2 (1937–38) Sz 112, BB 117
- Viola
  - Violakonsert (fullbordad av Tibor Serly och även arr. för cello) (1945) Sz 120, BB 128

## Körmusik
- Med orkesterackompanjemang 
  - 3 byscener Falun Sz 79, BB 87b
  - 5 Ungerska foksånger Sz 101, BB 108
  - 27 Körer med orkesterackompanjemang Sz 103, BB 111
  - Cantata Profana The Nine Enchanted Stags (1930) Sz 94, BB 100
- Utan orkesterackompanjemang 
  - 4 gammalungerska sånger Sz 50, BB 60
  - 4 slovakiska foksånger Sz 70, BB 78
  - 27 två- och trestämmiga körer Sz 103, BB 111
  - Aftonen DD 74, BB 30
  - Från gamla tider (1935)
  - Ungerska foksånger Sz 93, BB 99
  - Slovakiska foksånger Sz 69, BB 77
  - Székely-sånger Sz 99, BB 106

## Kammarmusik
- 44 Duor för två violiner Sz 98, BB 104
- Andante i A-dur DD 70, BB 26
- Kontraster för klarinett, violin, och piano (1938) Sz 111, BB 116
- Pianokvintett (1903–04) DD 77, BB 33
- Rapsodi nr 1 för violin och piano Sz 86, BB 94
- Rapsodi nr 2 för violin och piano Sz 89, BB 96
- Sonat för två pianon och slagverk Sz 110, BB 115
- Sonata i e-moll för violin och piano DD 72, BB 28
- Sonata nr 1 för violin och piano (1921) op.21 Sz 75, BB 84
- Sonata nr 2 för violin och piano (1922) Sz 76, BB 85
- Sju stycken ur Mikrokosmos (för två pianon) Sz 108, BB 120
- Sonat för violin Sz 117, BB 124
- Svit op.4b (arrangerad för två piano), Sz 115a, BB 122
- Stråkkvartetter
  - Stråkkvartett nr 1 op.7, Sz 40, BB 52
  - Stråkkvartett nr 2 op.17, Sz 67, BB 75
  - Stråkkvartett nr 3 Sz 85, BB 93
  - Stråkkvartett nr 4 Sz 91, BB 95
  - Stråkkvartett nr 5 Sz 102, BB 110
  - Stråkkvartett nr 6 Sz 114, BB 119

## Pianoverk
- 2 Elegier op.8b, Sz 41, BB 49
- Två rumänska folkdanser (1910) op.8a, Sz 43, BB 56
- 3 Burlesquer op.8c, Sz 47, BB 55
- 3 Studier op.18, Sz 72, BB 81
- 4 Dirges op.9a, Sz 45, BB 58
- 4 Pieces DD 71, BB 27
- 7 Skisser op.9b, Sz 44, BB 54
- 8 Improvisations över ungerska folksånger (1920) op.20, Sz 74, BB 83
- 14 Bagateller (1908) op.6, Sz 38, BB 50
- 15 ungerska folksånger Sz 71, BB 79
- Allegro barbaro (1911) Sz 49, BB 63
- Danssvit Sz 77, BB 86
- For Children Sz 42, BB 53, Books 1 och 2 Vol.1–4
- Marche funèbre Sz 75b, BB 31
- Mikrokosmos (1926, 1932–39) Sz 107, BB 105
  - inklusive de 6 danserna i bulgariska rytmer tillägnade Harriet Cohen
- Nio småstycken Sz 82, BB 90
- Szabadban (I det fria) (1926) Sz 81, BB 89
- Petite suite Sz 105, BB 113
- Petits morceaux DD 67/1, BB 38
- Rapsodi op.1, Sz 26, BB 36a
- Rumänska folkdanser (1915) Sz 56, BB 68
- Scherzo oder Fantasie op.18, DD 50, BB 11
- Pianosonat (1926) Sz 80, BB 88
- Sonatina (1915) Sz 55, BB 69
- The First Term at the piano Sz 52–53, BB 67
- Tre rondo över slovakiska folkmelodier Sz 84, BB 92
- Tre ungerska folksånger från Csík District Sz 35a, BB 45/b

## Sånger
- 2 Ungerska folksånger Sz 33b, BB 44
- 4 Slovakiska folksånger Sz 35b, BB 46
- 4 Sånger ur Mikrokosmos Sz 107, BB 105
- 5 Sånger till poem av Endre Ady op.16, Sz 63, BB 72
- 5 Sånger till poem av Klára Gombossy och Wanda Gleiman op.15, Sz 61, BB 71 (original med pianoackompanjemang, senare även arrangerade av Zoltán Kodály för orkesterackompanjemang)
- 8 Ungerska foksånger Sz 64, BB 47
- 20 Ungerska foksånger Sz 92, BB 98
- Székely-folksång Piros Alma... Sz 30, BB 34
- Från Gyergyó Sz 35, BB 45a
- Ungersk folkvisa Sz 109, BB deest
- Ungerska folksånger nr 1–10 Sz 33, BB 42
- Ungerska folksånger nr 11–20 Sz 33a, BB 43
- Byscener Falun Sz 78, BB 87a

## Arrangemang av andra
- Svit paysanne hongroise (arrangerad av Paul Alma, för flöjt och piano eller orkester)
- Rumänska folkdanser (arrangerade av Frederick Charlton för The Hutchins Consort)